# Jochen Otten
Jochen Otten (Tilburg, 8 oktober 1973) is een Nederlandse stand-upcomedian en (radio)columnist.

## Levensloop
Otten studeerde Nederlands in zijn geboorteplaats om daarna een paar jaar Nederlandse les te geven op het Jeroen Bosch College in Den Bosch en het Odulphuslyceum in Tilburg. Ook volgde hij de kleinkunstopleiding aan de Koningstheateracademie in Den Bosch. Na zijn studie wint hij met zijn soloprogramma In levenden lijve de publieksprijs bij cabaretfestival Cameretten in 2003. Met dezelfde voorstelling schopt Otten het tot de finale van het Leids Cabaret Festival in 2004. Sinds 2009 behoort Otten tot de comedians van de Comedytrain en speelt hij wekelijks in thuishonk Toomler. Daarnaast schrijft hij geregeld columns voor het VARA-radioprogramma Spijkers met koppen. Vanaf 2013 maakt Otten met Leo Alkemade, Ronald Goedemondt en Bas Hoeflaak het sketches programma Sluipschutters.
In 2023 was Otten een van de deelnemers aan het 23e seizoen van het RTL 4-programma Expeditie Robinson,  hij viel als zestiende af en eindigde daarmee op de vijfde plaats.

## Theater
- In levenden lijve (2003)
- Verover alle vrouwen of een werelddeel naar keuze (2006)
- Underdog (2008)
- Belastend materiaal (2010)
- On Ice (2012–2013)
- Overwegend droog (2015–2017)
- Troosten (2017–2019)
- Opgekropt staat netjes (2020–2022)
- Zijn stinkende best (2022-2023)
- De kwaadste niet (2024–heden)

## Filmografie

### Televisie
- TopStars (2004–2006), Studio 100. Gastrol in seizoen 3 als Frederik Groothuizen de makelaar (2006)
- Sluipschutters (2013–heden), diverse rollen
- Mees Kees (2017–2020), meester Hank
- De Mees Kees kwis (2018–2019)[4][5]
- Expeditie Robinson (2023), kandidaat
- Medisch Centrum West (2024), Barry

### Film
- Mees Kees langs de lijn (2016)[4]
- Hoe het zo kwam dat de ramenlapper hoogtevrees kreeg (2016)[4][6]
- Bella donna's (2017)
- Mees Kees in de wolken (2019)[4][7]
- Jackie & Oopjen (2020)[4][8]
- Mees Kees op eigen benen (2024)